# Microcercus rotundatus
Microcercus rotundatus är en kräftdjursart som först beskrevs av Richardson1907.  Microcercus rotundatus ingår i släktet Microcercus och familjen Eubelidae. Inga underarter finns listade i Catalogue of Life.